# Mejeriingeniør
Mejeriingeniør er en uddannelse for personer indenfor mejeribranchen, der udbydes gennem Københavns Universitet, Science. Uddannelsen har en lang tradition, titlen stammer tilbage fra 1921.
Mejeriingeniører dannede fagforeningen Dansk Mejeriingeniør Forening i 1936.
| Job | Spire Denne artikel om et job eller en stillingsbetegnelse er en spire som bør udbygges. Du er velkommen til at hjælpe Wikipedia ved at udvide den. |